# Рододендрон кистевидный

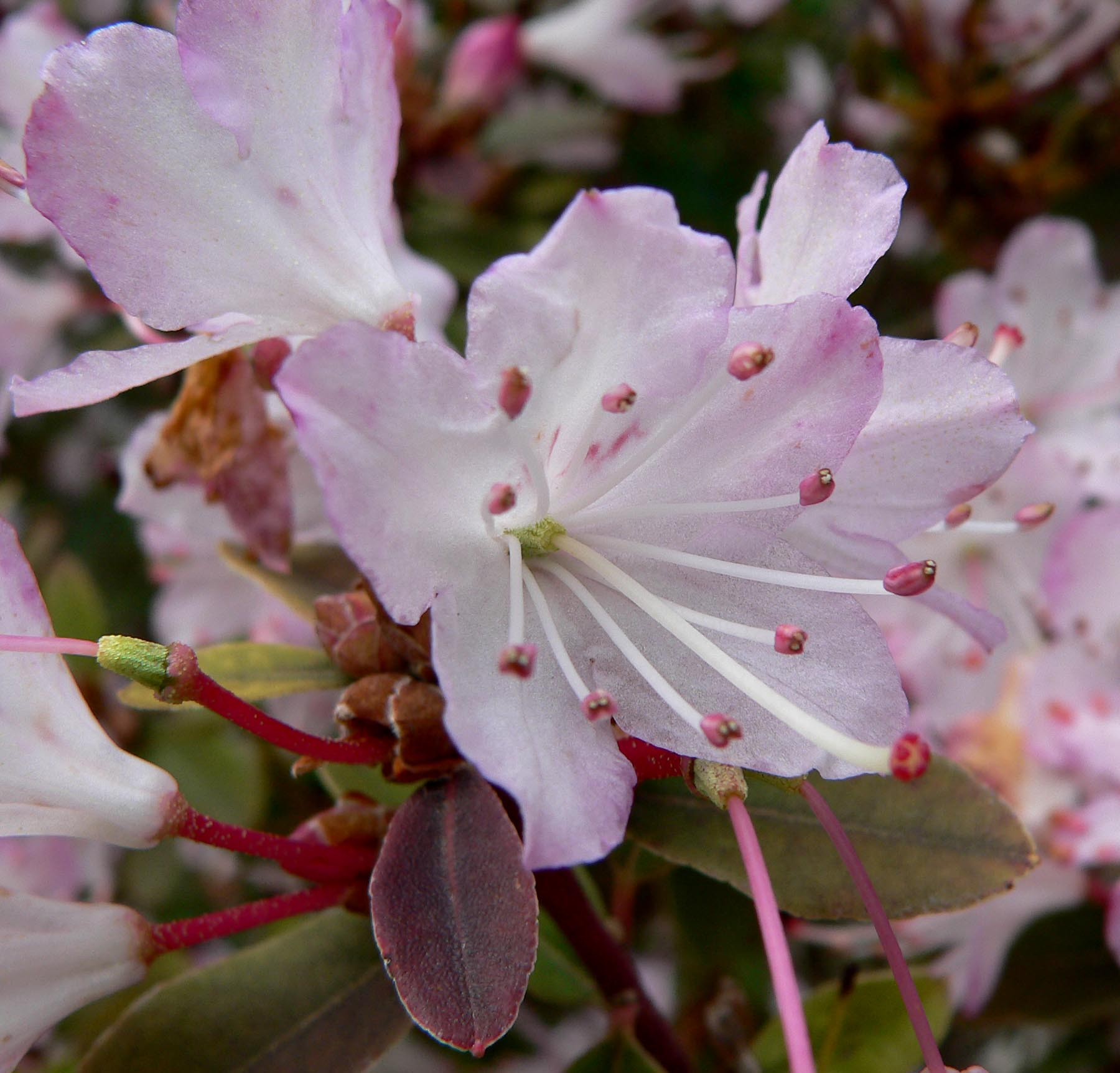

Рододе́ндрон кистевидный (лат. Rhododendron racemosum) — вечнозелёный кустарник; вид рода Рододендрон. Используется в качестве декоративного садового растения, а также в селекционных программах для получения декоративных сортов рододендронов.
Китайское название: 腋 花 杜鹃.

## Распространение
Китай (Гуйчжоу, Сычуань, Юньнань).
Хвойные или дубовые леса, луга на высотах от 1500 до 3800 метров над уровнем моря.

## Описание
Сильно разветвлённый кустарник высотой 0,15—2 м; молодые ветви короткие и тонкие, коричневые, голые или несколько бархатистые.
Черешок листа короткий, 2—4 мм, чешуйчатый; листовые пластинки эллиптические, 1,5—4 × 0,8—1,8 см; основание клиновидное или округлое, на конце заострённое.
Соцветия пазушные (из пазух верхних листьев побега) или субтерминальные, 2- или 3-цветковые. Цветоножка тонкая, 0,5—1 см, плотно чешуйчатая; чашечка дисковидная, слегка мелкопильчатая, чешуйчатая; венчик широко воронковидный, розовый или фиолетовый, 0,9—1,4 см, тычинок 10, нити волосистые у основания. Завязь 5-гнёздная, плотно чешуйчатая. Цветки не ароматные.
В природе цветёт в марте-мае.

## В культуре
Введён в культуру в Европе аббатом Жан-Мари Делавай (Jean Marie Delavay) в 1889 году.
По данным American Rhododendron Society выдерживает зимние понижения температуры до −23 °C.
В ботаническом саду Нижегородского государственного университета регулярно обмерзает, цветёт только после тёплых и снежных зим. Из 6 образцов, все погибли.
В Латвии цветёт обильно и продолжительно во второй половине мая — начале июня. Пригоден для альпинариев. В суровые зимы подмерзает, но быстро отрастает. Сажать следует в защищенных от ветра и солнца местах. Зацветает на 5-й год после высева семян.